# 14 de novembro
14 de novembro é o 318.º dia do ano no calendário gregoriano (319.º em anos bissextos). Faltam 47 dias para acabar o ano.

## Eventos históricos

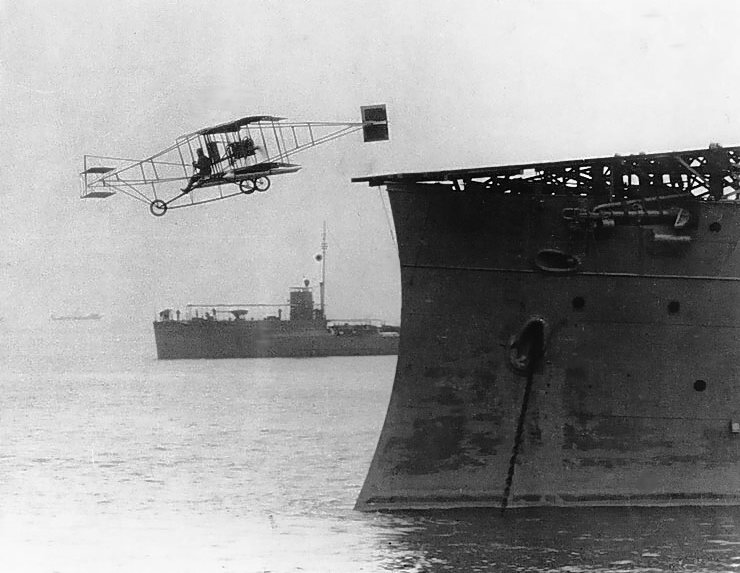
1910: Eugene Ely realiza a primeira decolagem de um navio

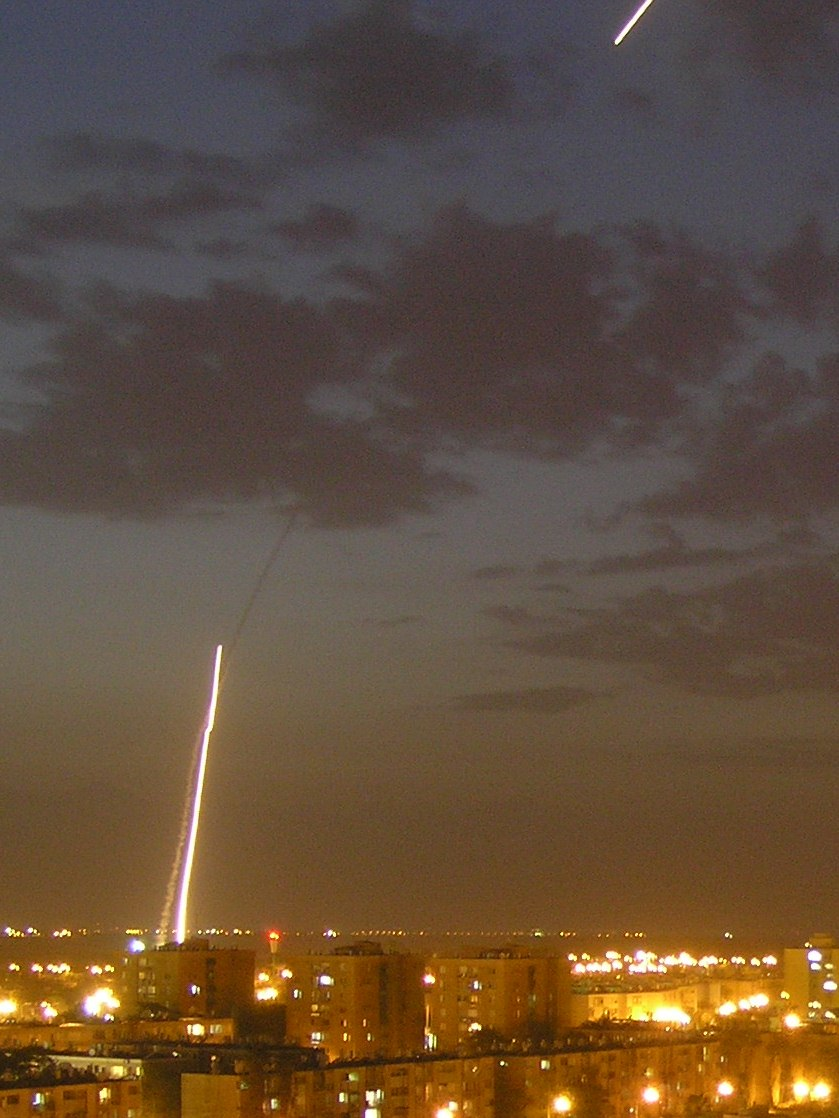
2012: Operação Pilar Defensivo

- 332 a.C. — Alexandre, o Grande é coroado faraó do Egito.
- 1680 — O astrônomo alemão Gottfried Kirch descobre o Grande Cometa de 1680, o primeiro cometa a ser descoberto por telescópio.[1]
- 1770 — James Bruce descobre o que ele acredita ser a fonte do rio Nilo.[2]
- 1812 — Guerras Napoleônicas: na Batalha de Smoliani, os marechais franceses Victor e Oudinot são derrotados pelos russos sob o comando do general Peter Wittgenstein.
- 1844 — Guerra dos Farrapos: Massacre de Porongos foi o penúltimo confronto da revolução.
- 1851 — Moby Dick, um romance de Herman Melville, é publicado nos Estados Unidos.[3]
- 1862 — Guerra Civil Americana: o presidente Abraham Lincoln aprova o plano do general Ambrose Burnside de capturar a capital confederada em Richmond, Virgínia, levando à Batalha de Fredericksburg.
- 1886 — Friedrich Soennecken desenvolveu o furador, um tipo de ferramenta de escritório capaz de fazer pequenos furos no papel.
- 1889 — A jornalista pioneira Nellie Bly (também conhecida como Elizabeth Cochrane) inicia uma tentativa bem-sucedida de viajar ao redor do mundo em menos de 80 dias. Completa a viagem em 72 dias.[4]
- 1910 — O aviador Eugene Ely realiza a primeira decolagem de um navio em Hampton Roads, Virginia. Ele decolou de um convés improvisado no USS Birmingham em um Curtiss Model D.
- 1918 — A Assembleia Nacional Provisória da nova república da Tchecoslováquia se reúne para elaborar uma constituição.[5]
- 1922
  - Início da construção da ponte Hercílio Luz, em Florianópolis.
  - A British Broadcasting Company inicia o serviço de rádio no Reino Unido.[6]
- 1940 — Segunda Guerra Mundial: na Inglaterra, Coventry é fortemente bombardeada por bombardeiros alemães da Luftwaffe.
- 1941
  - Segunda Guerra Mundial: o porta-aviões HMS Ark Royal afunda devido a danos causados por torpedos do submarino alemão U-81, sofrido em 13 de novembro.
  - Segunda Guerra Mundial: em Slonim, as forças alemãs envolvidas na Operação Barbarossa matam 9 000 judeus em um único dia.
- 1945 — República da Bolívia (atual Estado Plurinacional da Bolívia) é admitida como Estado-Membro da ONU.
- 1965 — Guerra do Vietnã: começa a Batalha de Ia Drang: o primeiro grande engajamento entre as forças americanas e norte-vietnamitas regulares.
- 1967
  - O Congresso da República da Colômbia, em comemoração os 150 anos da morte de Policarpa Salavarrieta, declara hoje como "Dia da Mulher Colombiana".
  - O físico norte-americano Theodore Maiman recebe a patente de seus sistemas de laser de rubi, o primeiro laser do mundo.
- 1969 — Programa Apollo: a NASA lança a Apollo 12, a segunda missão tripulada à superfície da Lua.
- 1970
  - O voo Southern Airways 932 cai nas montanhas perto de Huntington, Virgínia Ocidental, matando 75 pessoas, incluindo quase todo o time de futebol americano da Universidade Marshall.
  - A União Soviética entra na OACI, tornando o russo a quarta língua oficial da organização.
- 1971 — Mariner 9 entra em órbita em torno de Marte.
- 1973 — Começa a revolta Politécnica de Atenas, uma demonstração massiva de rejeição popular à junta militar grega de 1967-74.
- 1975
  - O Presidente do Brasil Ernesto Geisel cria o Programa Nacional do Álcool para enfrentar a crise do petróleo.
  - Com a assinatura do Acordo de Madrid, a Espanha abandona o Saara Ocidental.
- 1978 — A França realiza o teste nuclear Aphrodite como 25º no grupo de 29 testes nucleares franceses de 1975-78.[7]
- 1979 — O presidente dos Estados Unidos, Jimmy Carter, emite a Ordem Executiva 12 170, congelando todos os ativos iranianos nos Estados Unidos em resposta à crise dos reféns.
- 1980 — Toma posse em Guiné-Bissau o presidente João Bernardo Vieira, naquele que seria seu primeiro mandato.
- 1982 — Lech Wałęsa, líder do movimento polonês Solidariedade, é libertado após onze meses.
- 1990 — Após a reunificação alemã, a República Federal da Alemanha e a República da Polônia assinam um tratado confirmando a Linha Oder-Neisse como fronteira entre a Alemanha e a Polônia.
- 1991
  - Autoridades americanas e britânicas anunciam acusações contra dois oficiais da inteligência da Líbia em conexão com a queda do voo 103 da Pan Am.
  - O príncipe cambojano Norodom Sihanouk retorna a Phnom Penh após treze anos no exílio.
- 2001
  - Guerra Civil Afegã: combatentes da Aliança do Norte do Afeganistão tomam a capital Cabul.
  - Um terremoto de magnitude 7,8 atinge uma parte remota do planalto tibetano. Tem a ruptura de superfície mais longa conhecida registrada em terra (~400 km).
- 2003 — Os astrônomos Michael E. Brown, Chad Trujillo e David L. Rabinowitz descobrem 90377 Sedna, um objeto transnetuniano.
- 2008 — Início da primeira reunião de cúpula econômica do G20 em Washington, D.C.
- 2012 — Israel lança uma grande operação militar na Faixa de Gaza, à medida que as hostilidades com o Hamas aumentam.
- 2016 — Um sismo de magnitude 7,8 atinge Kaikoura, Nova Zelândia, a uma profundidade de 15 km, resultando na morte de duas pessoas.

## Nascimentos

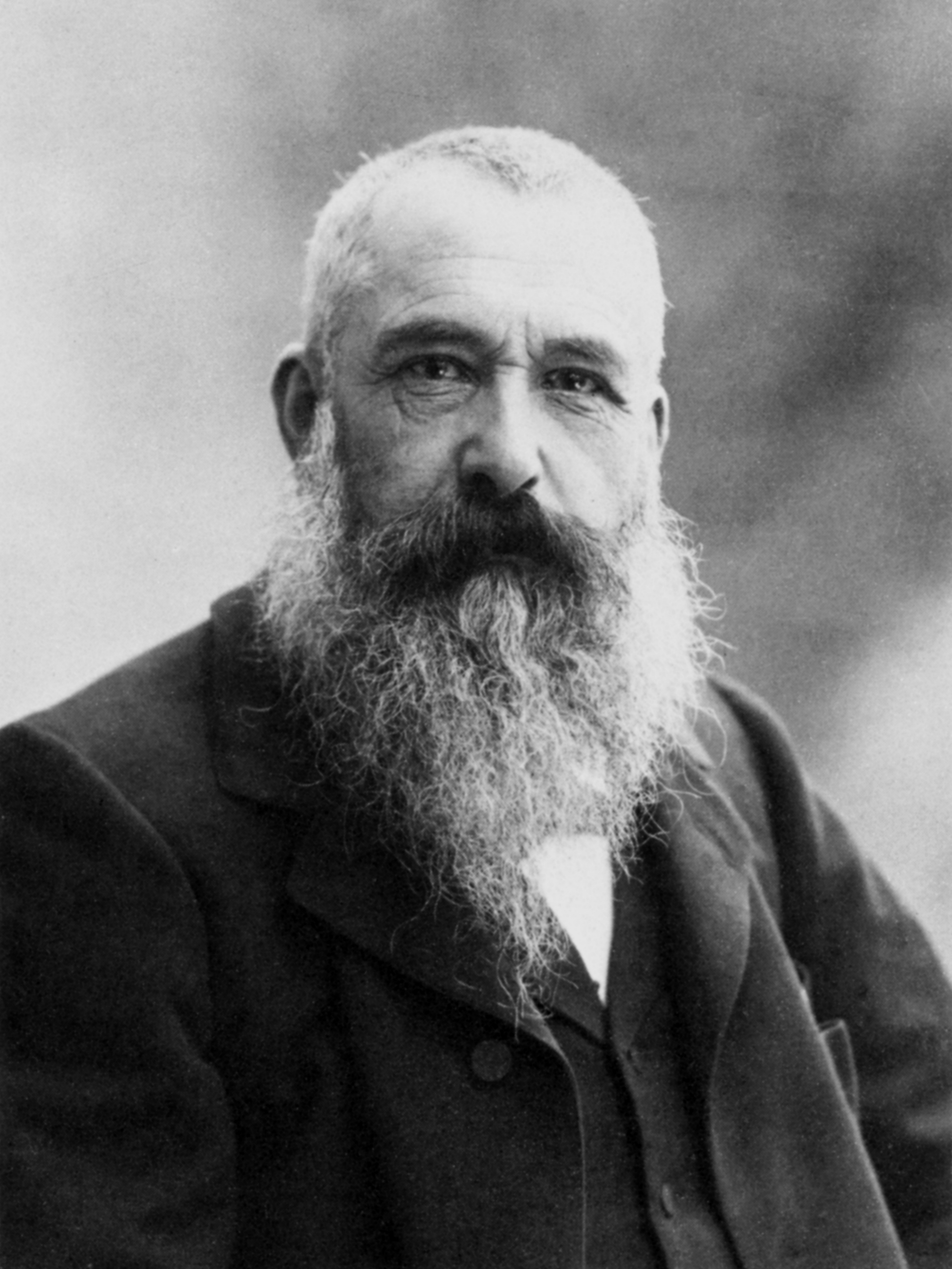
Claude Monet

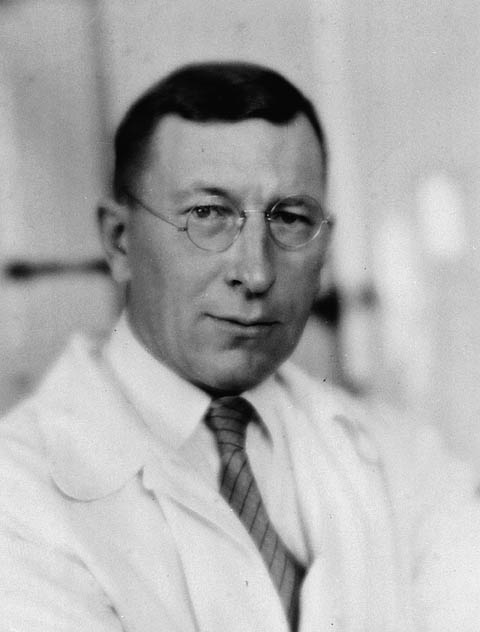
Frederick Banting

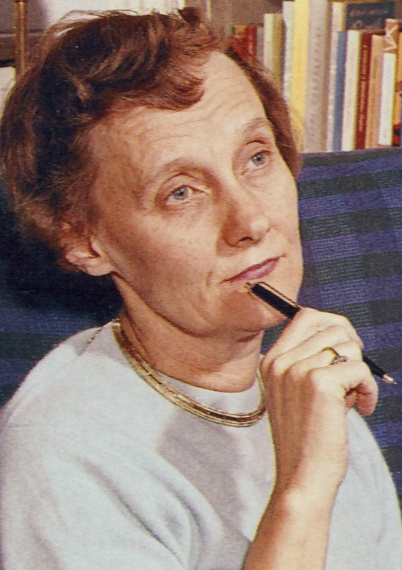
Astrid Lindgren

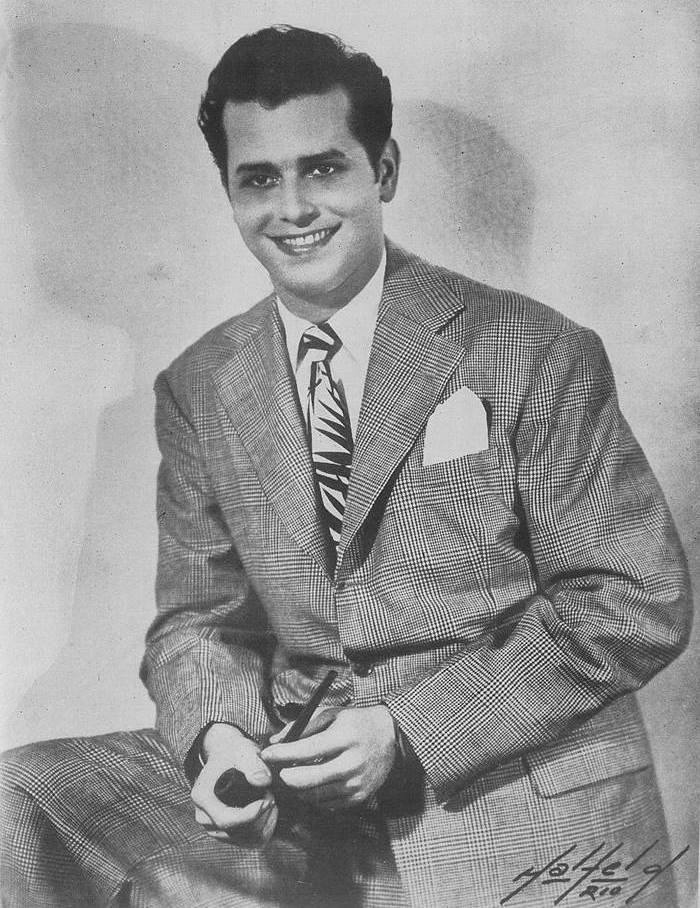
Dick Farney

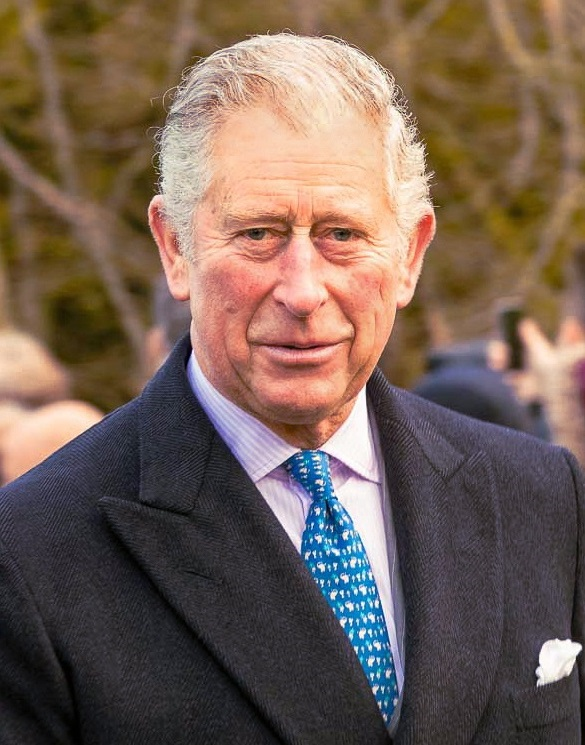
Carlos III do Reino Unido

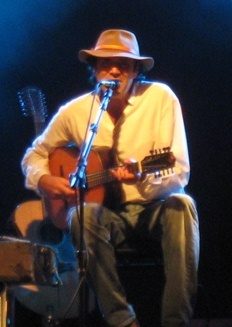
Almir Sater

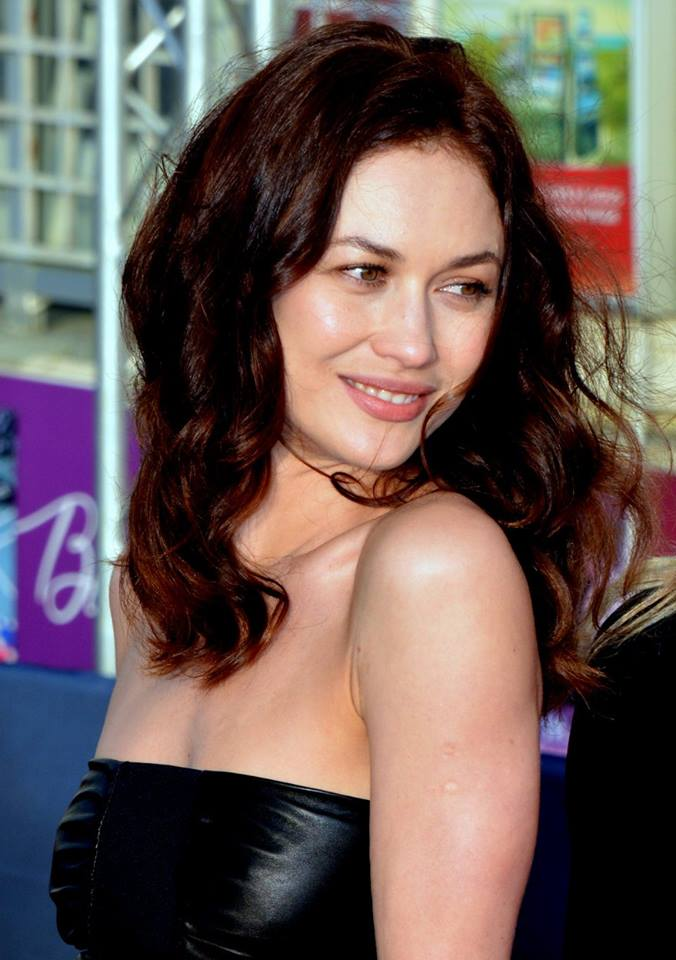
Olga Kurylenko

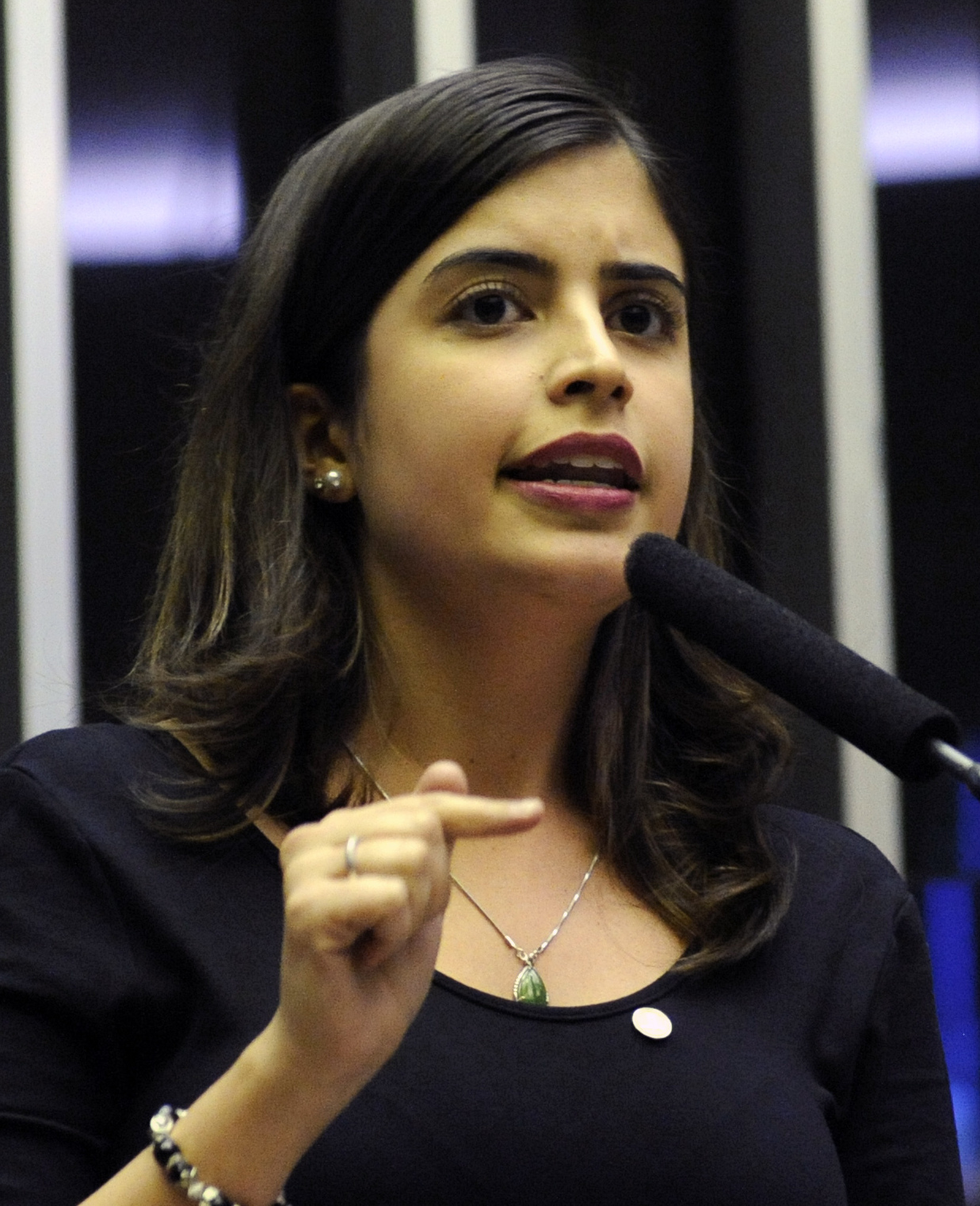
Tabata Amaral

### Anterior ao século XIX
- 1449 — Sidônia de Poděbrady, duquesa da Saxônia (m. 1510).
- 1567 — Maurício, Príncipe de Orange (m. 1625).
- 1601 — João Eudes, santo católico francês (m. 1680).
- 1719 — Leopold Mozart, compositor, professor de música e violinista alemão (m. 1787).
- 1771 — Xavier Bichat, anatomista e fisiologista francês (m. 1802).
- 1775 — Paul Johann Anselm von Feuerbach, jurista alemão (m. 1833).
- 1778 — Johann Nepomuk Hummel, compositor e pianista austríaco (m. 1837).

### Século XIX
- 1812 — Aleardo Aleardi, poeta e político italiano (m. 1878).
- 1839 — Júlio Dinis, médico e escritor português (m. 1871).
- 1840 — Claude Monet, pintor francês (m. 1926).
- 1843 — William Anson, jurista e político britânico (m. 1914).
- 1849 — João Gerdau, agricultor e empresário prussiano (m. 1917).
- 1850 — João da Mata Machado, político brasileiro (m. 1901).
- 1887 — Amadeo de Souza-Cardoso, pintor português (m. 1918).
- 1889 — Jawaharlal Nehru, político indiano (m. 1964).
- 1891 — Frederick Banting, cientista canadense (m. 1941).

### Século XX

#### 1901–1950
- 1906
  - Albrecht Becker, ator, designer de produção e fotógrafo alemão (m. 2002).
  - Louise Brooks, atriz norte-americana (m. 1985).
- 1907 — Astrid Lindgren, escritora sueca (m. 2002).
- 1908 — Joseph McCarthy, político americano (m. 1957).
- 1912 — Barbara Hutton, milionária e socialite norte-americana (m. 1979).
- 1916 — Paulo Luís Vianna Guedes, compositor brasileiro (m. 1969).
- 1921 — Dick Farney, cantor brasileiro (m. 1987).
- 1923 — Cleide Yáconis, atriz brasileira (m. 2013).
- 1927 — Fernando Torres, ator brasileiro (m. 2008).
- 1930 — Edward Higgins White II, astronauta norte-americano (m. 1967).
- 1935 — Hussein da Jordânia (m. 1999).
- 1937 — Vittorio Adorni, ciclista italiano (m. 2022).
- 1945 — Brett Lunger, ex-automobilista norte-americano.
- 1948 — Carlos III do Reino Unido, rei do Reino Unido.
- 1950
  - Judy Schwomeyer, ex-patinadora artística americana.
  - Zhang Yimou, diretor de cinema chinês.

#### 1951–2000
- 1951 — Stephen Bishop, músico norte-americano.
- 1952 — Luiz Fumanchu, comentarista esportivo brasileiro.
- 1953
  - Dominique de Villepin, político francês.
  - Igor Bobrin, ex-patinador artístico russo.
- 1954
  - Condoleezza Rice, política americana.
  - Bernard Hinault, ciclista francês.
  - Yanni, músico, tecladista e compositor grego.
- 1955
  - Eliseo Salazar, automobilista chileno.
  - Matthias Herget, ex-futebolista alemão.
- 1956 — Almir Sater, violeiro, cantor e ator brasileiro.
- 1957 — Aubrey Richmond, ex-ciclista olímpico guianês.
- 1958 — Olivier Marchal, ator e cineasta francês.
- 1959 — Paul McGann, ator inglês.
- 1960 — Ola By Rise, ex-futebolista norueguês.
- 1961 — Jurga Ivanauskaitė, escritora lituana (m. 2007).
- 1962 — Laura San Giacomo, atriz estadunidense.
- 1963 — Lolita Milyavskaya, cantora e atriz ucraniana.
- 1964 — Katty Kay, jornalista britânica.
- 1966 — Petra Rossner, ex-ciclista alemã.
- 1967 — Zé Carlos, ex-futebolista brasileiro (m. 2024).
- 1968
  - Janine Lindemulder, atriz norte-americana.
- 1969 — Eduardo Paes, político brasileiro.
- 1971 — Marcio Ballas, palhaço, humorista, improvisador, diretor e apresentador brasileiro.
- 1972
  - Josh Duhamel, ator norte-americano.
- 1973 — Paulo Turra, ex-futebolista brasileiro.
- 1974
  - Bosco, futebolista brasileiro.
  - André Luiz, futebolista brasileiro.
- 1975
  - Luizão, futebolista brasileiro.
  - Travis Barker, baterista norte-americano.
  - Claudinho, cantor e compositor brasileiro (m. 2002).
- 1976 — Emmanuel Duah, ex-futebolista ganês.
- 1978 — Jonathan Sesma González, futebolista espanhol.
- 1979 — Olga Kurylenko, modelo e atriz ucraniana.
- 1980 — Pedro Capó, cantor, compositor e ator porto-riquenho.
- 1981 — Russell Tovey, ator britânico.
- 1982
  - Kim Jaggy, futebolista suíço.
  - Adriano Pimenta, futebolista brasileiro.
  - Clare Crockett, religiosa e missionária católica britânica (m. 2016).
- 1983 — Alejandro Falla, tenista colombiano.
- 1984
  - Vincenzo Nibali, ciclista italiano.
  - Rafael Lusvarghi, ativista e ex-militar brasileiro.
- 1985
  - Elena Gómez, ex-ginasta espanhola.
  - Thomas Vermaelen, ex-futebolista belga.
- 1986 — Cory Michael Smith, ator americano.
- 1987 — Kebba Ceesay, futebolista sueco.
- 1988 — Héldon Ramos, futebolista cabo-verdiano.
- 1989 — Andreu Fontàs, futebolista espanhol.
- 1990 — Roman Bürki, futebolista suíço.
- 1993
  - Samuel Umtiti, futebolista francês.
  - Tabata Amaral, política e ativista social brasileira.
- 1996 — Borna Coric, tenista croata.
- 1997 — Noussair Mazraoui, futebolista marroquino.
- 1998 — Musa Barrow, futebolista gambiano.
- 2000 — Park Si-yeon, cantora e dançarina sul-coreana.

### Século XXI
- 2001
  - Chloe Lang, atriz e cantora estadunidense.
  - Quilindschy Hartman, futebolista neerlandês.
- 2002 — Gianluca Petecof, automobilista brasileiro.

## Mortes

### Anterior ao século XIX
- 0565 — Justiniano, imperador bizantino (n. 483).
- 0669 — Fujiwara no Kamatari, político japonês (n. 614).
- 1060 — Conde Godofredo II de Anjou (n. 1006).
- 1263 — Alexandre I de Kiev, grão-príncipe de Kiev (n. 1220).
- 1359 — Gregório Palamas, arcebispo grego (n. 1296).
- 1442 — Iolanda de Aragão, nobre francesa (n. 1384).
- 1462 — Ana de Áustria (n. 1432).
- 1522 — Ana de França (n. 1461).
- 1556 — Giovanni della Casa, arcebispo e poeta italiano (n. 1503).
- 1716 — Gottfried Wilhelm Leibniz, cientista alemão (n. 1646).
- 1734 — Louise Renée de Pennancoet de Kéroualle, nobre inglesa (n. 1649).

### Século XIX
- 1829 — Louis Nicolas Vauquelin, químico e farmacêutico francês (n. 1763).
- 1831 — Georg Wilhelm Friedrich Hegel, filósofo alemão (n. 1770).
- 1849 — Pedro Dias Pais Leme, engenheiro e fazendeiro brasileiro (n. 1789).
- 1866 — Miguel I de Portugal (n. 1802).

### Século XX
- 1921 — Isabel do Brasil (n 1846).
- 1970 — Nestor de Holanda, jornalista e escritor brasileiro (n. 1921).
- 1989 — Rémi Laurent, ator francês (n. 1957).
- 1995 — Jack Finney, escritor norte-americano (n. 1911).
- 2000 — Pietro Rimoldi, ciclista italiano (n. 1911).

### Século XXI
- 2001
  - Charlotte Coleman, atriz britânica (n. 1968).
  - Juan Carlos Lorenzo, futebolista argentino (n. 1922).
- 2005
  - Geraldo do Espírito Santo Ávila, bispo católico brasileiro (n. 1929).
  - Tereza Margarida do Coração de Maria, fundadora carmelita (n. 1915).
- 2012 — Alex Alves, futebolista brasileiro (n. 1974).
- 2014 — Adib Jatene, médico, professor universitário, inventor e cientista brasileiro (n. 1929).
- 2017 — Rildo Gonçalves, ator e advogado brasileiro (n. 1930).
- 2023 — Paulo Hesse, ator brasileiro (n.1942).

## Feriados e eventos cíclicos

### Internacional
- Dia Mundial do Diabetes
- Dia Internacional dos Vendedores Ambulantes

### Brasil
- Dia do Bandeirante.
- Dia Nacional da Alfabetização.
- Dia Mundial da Diabetes.
- Dia do Município de Florestópolis - Paraná.
- Dia do Município de Guaíra - Paraná.
- Dia do Município de Bandeirantes - Paraná .
- Dia do Município de Marialva - Paraná .
- Dia do Município de Contenda - Paraná .
- Aniversário do Município de Capanema - Paraná.
- Aniversário do Município de Francisco Beltrão - Paraná.
- Aniversário do Município de Hidrolina - Goiás .
- Aniversário do Município de Nova Veneza - Goiás .
- Aniversário do Município de Santana de Parnaíba - São Paulo.
- Aniversário do Município de Lorena - São Paulo.
- Aniversário do Município de Araguaína - Tocantins.
- Aniversário do Município de Barro Alto - Goiás.
- Aniversário do Município de Cascavel - Paraná .
- Aniversário do Município de Serranópolis - Goiás
- Criação do Município de Toledo - Paraná .
- Emancipação Política de Aparecida de Goiânia - Goiás

### Cristianismo
- Alberico de Utreque
- Gregório Palamas
- José Pignatelli
- Justiniano
- Lourenço O'Toole
- Teodora

## Outros calendários
- No calendário romano era o 18.º dia antes das calendas de dezembro.
- Em Roma, era costume neste dia fazer uma inspeção geral à cavalaria.
- No calendário litúrgico tem a letra dominical C para o dia da semana.
- No calendário gregoriano a epacta do dia é viii.